# Wired (rivista italiana)
Wired è una rivista trimestrale di tecnologia e stili di vita nata negli Stati Uniti nel 1993. Esce in Italia da marzo 2009, edita da Condé Nast Publications.

## Descrizione
Il primo numero esce nel marzo 2009; la copertina è dedicata al Premio Nobel Rita Levi-Montalcini. Il nome scelto è Wired. Storie, idee e persone che cambiano il mondo, dato che la sola parola Wired venne ritenuta di difficile comprensione per il pubblico italiano. L'impostazione di Wired Italia è la stessa della versione statunitense, ma non più del 20% dei contenuti vengono tradotti da Wired USA.
Nel 2010 la SPD (Society of Publication Designers) ha incluso la rivista italiana nel novero delle 16 testate in lizza per aggiudicarsi il titolo di “Magazine of the Year” per la sua grafica, curata da Davide Moretti.

Ad aprile 2012 annovera, tra i suoi editorialisti e collaboratori: Niccolò Ammaniti scrittore premio Strega 2007, Ginevra Elkann presidente della Pinacoteca G. e M. Agnelli, Oscar Giannino scrittore giornalista e opinionista, Andrea Granelli direttore di Kanso srl, Sergio Schiavone comandante del RIS di Messina, Massimiliano Gioni curatore della 55ª Biennale di Venezia, Tom Vanderbilt giornalista e scrittore statunitense, Matteo Bordone giornalista scientifico, firma storica di Wired.
Nel giugno 2015, a seguito delle decisioni comunicate durante l'assemblea dei giornalisti, è stata dimezzata la redazione (ridotta da 12 a 6 giornalisti) ed è stata chiusa la pubblicazione mensile della rivista cartacea (ridimensionata a 4 numeri all'anno), mantenendo attivo il sito web.Le pubblicazioni sono riprese dal numero 75 (inverno 2015/2016), sotto forma di rivista trimestrale monografica.

## Direttori
- Riccardo Luna (marzo 2009 - luglio 2011)
- Carlo Antonelli (agosto 2011 - giugno 2013)
- Massimo Russo (luglio 2013 - giugno 2015)
- Federico Ferrazza (giugno 2015[6] - dicembre 2024)[7]
- Luca Zorloni (dicembre 2024 - in carica)

## Wired Next Fest
Nel 2013, Wired Italia ha organizzato la prima edizione del Wired Next Fest, manifestazione annuale di scienza e tecnologia, ad accesso libero e gratuito, che ha luogo nel mese di maggio ai giardini pubblici Indro Montanelli di Milano. A partire dal 2016, il festival internazionale di tre giorni si ripete anche a settembre nel Salone dei Cinquecento di Palazzo Vecchio, a Firenze.

## WiredLeaks
WiredLeaks è la piattaforma basata su Tor con la quale Wired riceve denunce e segnalazioni anonime. Da esse sono partite alcune inchieste.

## Il caso Creative Commons - Wired Italia
Nel 2010, sotto la guida di Riccardo Luna, Wired Italia annuncia l'adozione delle licenze Creative Commons per la gestione dei contenuti sul sito. Precisamente la licenza adottata è CC BY-NC-ND 3.0 .
Tuttavia dal 4 dicembre 2013, questa volta il direttore è Massimo Russo, l'adozione della suddetta licenza è stata revocata retroattivamente, quindi tutto il materiale ritorna protetto da copyright, ad eccezione di quello fornito dall'utente, il quale accetta la licenza CC BY-NC-ND 2,5 Italia per la diffusione dei suoi contenuti. 
Il 28 gennaio 2014 segna il ritorno di Creative Commons per il rilascio dei contenuti sul sito, includendo anche gli articoli pubblicati nel frattempo.
La pagina attuale riguardo alle condizioni d'utilizzo dei contenuti del sito, non fa cenno a Creative Commons se non per il rilascio del materiale da parte dell'utente.